# ドレスデン・ポルツェラン

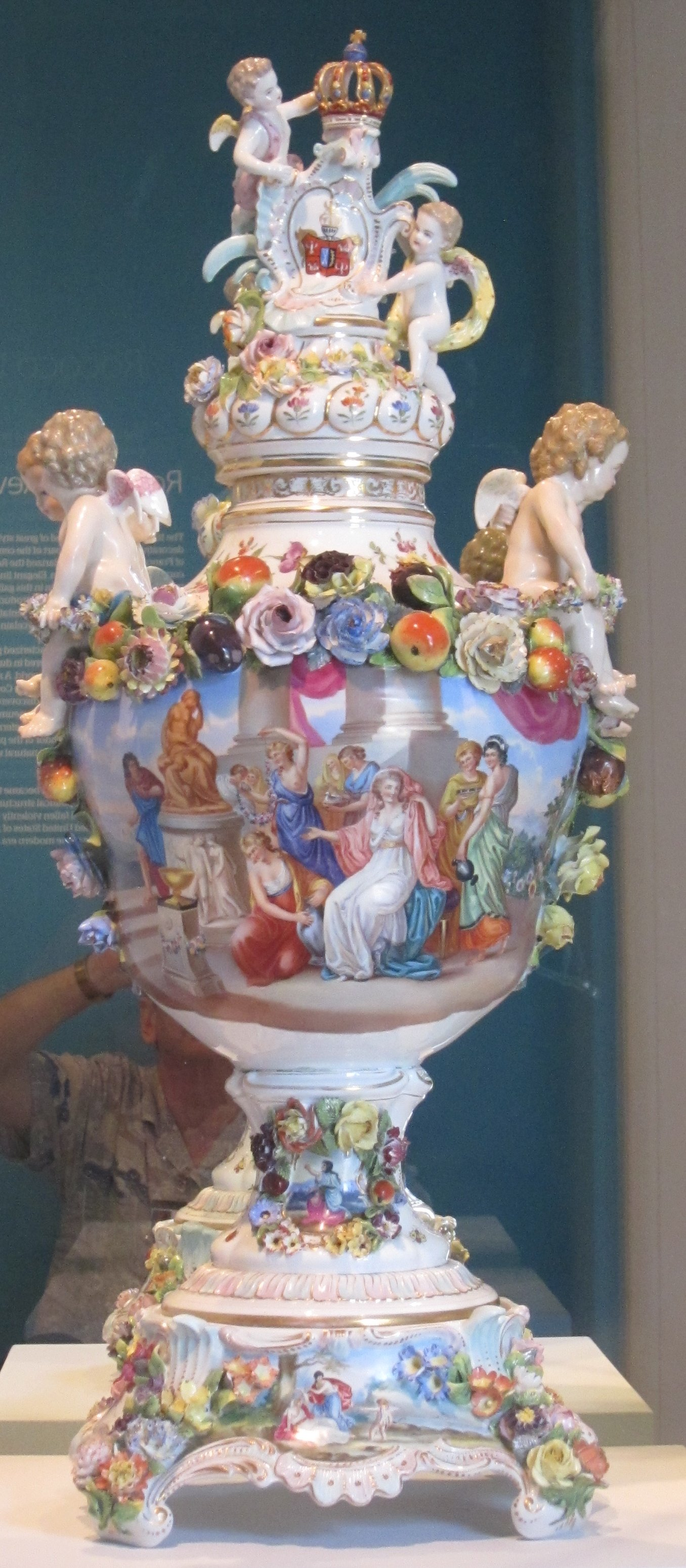

ドレスデン・ポルツェラン（ドイツ語：Dresdner Porzellan）は、ドイツ・ザクセン州ドレスデン地方で生産される磁器の呼称。西洋白磁が生まれ育った地で現在まで100年以上の歴史を持ち、白磁の生産から絵付けまで全ての工程を完全手仕事で行う現在ヨーロッパでは数社となったマニュファクチュールである。